# Bourdons-sur-Rognon
Bourdons-sur-Rognon település Franciaországban, Haute-Marne megyében. Lakosainak száma 293 fő (2022. január 1.). Bourdons-sur-Rognon Ecot-la-Combe, Esnouveaux, Forcey, Mareilles, Andelot-Blancheville, Biesles, Cirey-lès-Mareilles és Consigny községekkel határos.

## Népesség
A település népességének változása:
| Lakosok száma | 413  | 338  | 306  | 295  | 261  | 274  | 285  | 291  | 294  | 293  |
|               | 1968 | 1982 | 1990 | 2006 | 2013 | 2015 | 2017 | 2019 | 2020 | 2022 |